# Conrad Grebel
Conrad Grebel, född ca 1498, död 1526, var en av grundarna till den schweiziska broderrörelsen och kallas ofta "anabaptismens fader".

## Tidigt liv
Conrad Grebel föddes troligen i Grüningen i kantonen Zürich ca 1498, till Junker Jakob Grebel, en framstående köpman, och Dorothea (Fries) Grebel, det andra av sex barn. Han tillbringade sin uppväxt i Grüningen, och kom till Zürich med sin familj omkring 1513. Han tillbringade flera år utomlands studerande, arbetade som korrekturläsare i Basel, gifte sig 1522 och blev pastor runt 1523.

## Utbildning
Conrad Grebel tros ha studerat sex år på Carolina, den latinska skolan i Grossmünster-kyrkan i Zürich. Han skrevs in vid universitetet i Basel i oktober 1514. Medan han studerade  hade hans far hade fått ett stipendium, från  kejsar Maximilian, för Conrad att studera vid universitetet i Wien. År 1515 började studera där och blev kvar till 1518. Där blev Grebel nära vän med Joachim Vadian, en framstående schweizisk humanistprofessor från S:t Gallen. Efter att ha tillbringat tre år i Wien återvände han till Zürich för cirka tre månader. 
Hans far hade fått ett stipendium för Conrad från kungen av Frankrike att studera vid universitet i Paris. Där studerade han i två år. I Paris förde Grebel en sedeslös livsstil, och var inblandad i flera bråk med andra studenter. När Grebels far fått besked om sin sons uppträdande, drog han in Conrads pengar och krävde att han skulle återvända till Zürich. Conrad Grebel tillbringade omkring sex år på tre universitet, men utan att avsluta sin utbildning eller ta någon examen.
År 1521 gick Grebel med i en grupp för att studera tillsammans med Huldrich Zwingli. Där studerade de grekiska klassiker, den latinska bibeln, det hebreiska Gamla testamentet och det grekiska Nya testamentet. Det var i denna studiegrupp som Grebel träffade och blev nära vän med Felix Manz.

## Tjänst
Conrad Grebel upplevde en omvändelse troligen under våren 1522. Hans liv fick en dramatisk förändring och han blev en allvarlig anhängare av Zwinglis predikan. Han blev en av de ledande i Zwinglis grupp. Grebel och Zwingli verkade framförallt för att mässans avskaffande. Inför rådet i Zürich hävdade de att mässan skulle avskaffas och bilder skulle tas bort från kyrkan. Men när Zwingli såg att staden inte var redo för så radikala förändringar, valde han att inte bryta med rådet och även fortsättningsvis förrätta mässan tills det avskaffades i maj 1525. Grebel såg dock detta som en fråga om att lyda Gud mer än människor. Dessa unga radikaler kände sig förrådda av Zwingli, medan Zwingli såg på dem som oansvariga.
15 män bröt nu med Zwingli och de möttes regelbundet för bön, gemenskap och bibelstudium. Under denna tid sökte gruppen anslutningar utanför Zürich. Grebel skrev både Andreas Karlstadt och Martin Luther under sommaren 1524 och till Thomas Müntzer i september. Karlstadt reste till Zürich och träffade gruppen i oktober samma år. Trots uppenbara likheter, kom inget samband mellan Zürich-radikalerna och Karlstadt någonsin att bära frukt. I sitt brev till Müntzer förebrådde Grebel Luther för flera misstag han kände att han begick. Han uppmanade Müntzer inte att ta till vapen. Skrivelsen kom tillbaka till Grebel utan att ha nått Müntzer. Den sista frågan att helt bryta banden mellan de radikala och Zwingli var frågan om barndopet. En offentlig debatt hölls den 17 januari 1525. Zwingli argumenterade mot Conrad Grebel, Felix Manz och Georg Blaurock. 
Stadsrådet beslutade till förmån för Zwingli och barndopet och beordrade Grebel-gruppen att upphöra med sin verksamhet. De beordrade att alla odöpta spädbarn skall bäras fram för dop inom åtta dagar. Underlåtenhet att följa rådets beslut skulle resultera i utvisning från kantonen. Grebel hade ett odöpt spädbarn (dotter) och han hade inte för avsikt att få henne spädbarnsdöpt. Gruppen träffades tillsammans för råd den 21 januari hemma hos Felix Manz. Detta möte var olagligt enligt det nya beslutet av rådet. Georg Blaurock bad Grebel att döpa honom på bekännelse. Efteråt döpte Blaurock de andra närvarande. Gruppen lovade att bevara tron av Nya testamentet och leva som lärjungarna skild från världen. De lämnade den lilla samling full av iver att uppmuntra alla män att följa deras exempel.
Den i Zürich välkände Grebel lämnade arbetet till andra och gav sig ut på en evangelisk mission till omgivande städer. Conrad Grebel predikade i flera månader med stor framgång i området S:t Gallen. På sommaren åkte han till Grüningen och predikade. I oktober 1525 greps han och fängslades. Genom hjälp av några vänner, flydde han i mars 1526. Grebel reste bort till Maienfeld-området i kantonen Graubünden (där hans äldsta syster bodde). Kort efter ankomsten dog han, troligtvis i juli eller augusti.

## Verk och betydelse
Av de Conrad Grebels bevarade verk består: 69 brev skrivna av honom från september 1517 till juli 1525, tre dikter, en framställning till Zürichrådet, och delar av en pamflett skriven av honom mot barndopet, citerat av Zwingli i hans motargument. Tre brev skrivna till Grebel (Benedikt Burgauer, 1523, Vadian, 1524, och Erhard Hegenwalt, 1525) har bevarats. Majoriteten av de 69 brev skrivna av Grebel är dock från hans studenttid, och sprider inte så mycket ljus över hans tjänst som en anabaptist.
Även om hela sitt liv var mindre än 30 år, varav hans kristna tjänst inte är mer än fyra år, och hans tid som en anabaptist bara var ett och ett halvt år, förtjänade Conrad Grebel titeln "fadern till anabaptistere" genom hans inverkan. Grebel förrättade det första kända vuxendopet i samband med reformationen , och kallades ledare av anabaptisterna i Zürich. Zwingli påtalade inga större skillnader med Grebel i teologiska kärnpunkter, och minimerade Grebels olikheter som "oviktigt yttre saker, som dessa, oavsett om spädbarn eller vuxna bör vara döpt och om en kristen kan vara en domare." Men dessa skillnader avslöjar en djup delning av tanken på vilken typ av kyrkan, och förhållandet mellan kyrkan och de kristne i världen. Conrad Grebel och de schweiziska brödernas övertygelse har lämnat ett avtryck på Amish, baptister och mennoniter samt ett stort antal pietistiska och frikyrkliga rörelser. Medan andra bara längtade efter restoration eller ryggade tillbaka mot för mycket reformer, agerade Grebel och hans grupp beslutsamt och tog stora personliga risker. Samvetsfrihet och separationen mellan kyrka och stat är två av de stora arven från den anabaptistiska rörelse som initierats av dessa schweiziska bröder.

### Fotnoter
1. ↑  Aaron Swartz, Open Library, Open Library-ID: OL2144071A, läst: 9 oktober 2017.[källa från Wikidata]
2. ↑  Encyclopædia Britannica, Encyclopædia Britannica Online-ID: biography/Konrad-Grebeltopic/Britannica-Online, läst: 9 oktober 2017.[källa från Wikidata]
3. ↑  SNAC, SNAC Ark-ID: w6sx9nmm, läs online, läst: 9 oktober 2017.[källa från Wikidata]